# Przykiec (Jordanów)
Przykiec (Przykrzec) – część miasta Jordanów, położona na północny zachód od centrum miasta, w rejonie ulicy Przykiec.

## Historia
Dawniej samodzielna miejscowość w gminie jednostkowej Łętownia w powiecie myślenickim (okręg sądowy Jordanów). W II RP w województwie krakowskim, początkowo w powiecie myślenickim, a od 1 stycznia 1924 w powiecie makowskim.
1 kwietnia 1929 Przykiec wyłączono z gminy Łętownia, włączając go do Jordanowa.